# Karl Schüz
Karl Wolfgang Christoph von Schüz, född 23 juli 1811 i Lauterburg vid Aalen, död 29 april 1875 i Tübingen, var en tysk nationalekonom.
Schütz var från 1837 till sin död professor vid Tübingens universitet, där han 1842 blev Friedrich Lists efterträdare. Schüz ägnade sig främst åt grundegendomsfrågan, mest känt är hans verk Über den Einfluss der Verteilung des Grundeigentums auf das Volks- und Staatsleben (1836). Tillsammans  med Robert von Mohl grundlade han 1844 i Tübingen "Zeitschrift für die gesammte Staatswissenschaft", i vars äldre årgångar han skrev en rad avhandlingar.